# Hipokrates
Hipokrates lub Hippokrates z Kos, (gr. Ἱπποκράτης; ur. ok. 460 p.n.e. na wyspie Kos, zm. ok. 377 p.n.e./ok. 375 p.n.e. w Larysie) – lekarz grecki, jeden z prekursorów współczesnej medycyny, obdarzony przydomkiem „ojca medycyny”.

## Okres nauki
Zawodu nauczył się u swego ojca, Heraklidesa, a wiedzę pogłębiał, podróżując m.in. po Egipcie i Azji Mniejszej, zwiedzając Tesalię i Ateny.

## Pisma i rozprawy naukowe
Metody i idee jego szkoły znamy z zachowanego dzieła Corpus Hippocraticum, stanowiącego zbiór około siedemdziesięciu pism lekarskich sprzed połowy IV wieku p.n.e. zebranych 100 lat po śmierci Hippokratesa. Pomimo opatrzenia ich jego imieniem pism samego Hippokratesa nie udało się wyróżnić, choć uznaje się, że jest autorem m.in. „Prognoz koskich” i „Aforyzmów”, które dotyczą takich dziedzin, jak anatomia, patologia, chirurgia, położnictwo i inne zabiegi lekarskie (są one często podawane mylnie jako cytaty z przysięgi Hippokratesa, która stanowi podstawę etyki lekarskiej).
Dzieła Hippokratesa zostały po raz pierwszy przetłumaczone i wydrukowane w 1525 roku w Wenecji.
Wśród licznych papirusów z pismami o treści medycznej znalezionych w Oksyrynchos, świadczących być może o tradycji edukacji medycznej w tym mieście Górnego Egiptu, jest m.in. papirus 4969, będący pierwszym wydanym świadectwem tekstu De Articulis, należącego do Corpus Hippocraticum, oraz papirus 4970 - rzadkie świadectwo edukacyjnego wykorzystania przysięgi Hippokratesa w starożytności.

## Metody badań chorych
Metoda Hippokratesa opierała się na metodach racjonalnych. Na podstawie obserwacji i doświadczeń wyciągał wnioski prowadzące do ustalenia diagnozy i dobierał odpowiadające jej sposoby leczenia. Jego szkoła nacechowana była troską o zdrowie chorego (łac. salus aegroti suprema lex – zdrowie chorego najwyższym prawem). Leczenie miało polegać na wspomaganiu naturalnych procesów zdrowienia, a naczelną zasadą było nieszkodzenie choremu (łac. primum non nocere – po pierwsze nie szkodzić). Główną siłą leczącą jest sama natura, lekarz ma jej jedynie pomagać, jest więc minister naturae (sługą natury), a nie nauczycielem (magister). Stworzył pierwsze opisy dotyczące zimna, ciepła słonecznego, światła i ćwiczeń fizycznych jako zabiegów leczniczych. Zajmował się zniekształceniami kręgosłupa (stworzył urządzenie do redukcji skoliozy). Opisał także sposób amputacji kończyn, budowę protez oraz obuwia korygującego wady stóp. Opisywał leczenie złamań, ran, hemoroidów, przetok odbytu. Stosował balneoterapię w leczeniu chorych.

## Temperamenty

Magni Hippocratis medicorum omnium facile principis, opera omnia quae extant, 1657

Wyróżnił w organizmie cztery podstawowe soki (płyny, „humory”):
- krew,
- żółć,
- flegma,
- czarna żółć.

Zaburzenie równowagi między nimi miało być przyczyną choroby (patologia humoralna). Przewaga jednego z tych elementów miała również być przyczyną określonego typu temperamentu:
- sangwiniczny – przewaga krwi,
- choleryczny – żółci,
- flegmatyczny – flegmy,
- melancholiczny – czarnej żółci.

Naukę o temperamentach kontynuował Galen.

## Rozwój medycyny
Wprowadził dietę i higienę jako środki profilaktyczne, zapobiegające chorobom. Zwalczał również takie przesądy, jak ten, że epilepsję wywołuje opętanie przez demona. Wiele terminów wprowadzonych przez niego jest używane do dziś, np. rak, diagnosis (rozpoznanie), prognosis (rokowanie), therapia (leczenie), epidemia, inne natomiast noszą jego imię np. twarz Hippokratesa – zapalenie otrzewnej, cholera.
Uważał, że środowisko i klimat wpływa na stan zdrowia i kondycję człowieka.
Swe przemyślenia zawarł w pracy Peri aeron, hydaton, topon, która została przetłumaczona przez Henryka Łuczkiewicza na język polski pt. O powietrzu, wodach i okolicach.

## Twarz Hippokratesa
Hippokrates uważał też, że na podstawie wyglądu człowieka można ustalić jego stan zdrowia.
Sama twarz może wiele o tym powiedzieć. Do historii medycyny przeszło też tzw. „oblicze Hippokratesa” (łac. facies Hippocratica), które jest oznaką zbliżającej się śmierci. Twarz Hippokratesa odznacza się: zaostrzonymi rysami, wydłużonym nosem, wpadniętymi oczami, zapadniętymi policzkami, ziemistą cerą, spieczonymi ustami. Najczęstszą przyczyną śmierci u tych osób jest zapalenie otrzewnej lub cholera.